# Folke Sandström
Einar Folke Emanuel Sandström (27 de septiembre de 1892-18 de agosto de 1962) fue un jinete sueco que compitió en la modalidad de doma. Participó en los Juegos Olímpicos de Berlín 1936, obteniendo una medalla de bronce en la prueba por equipos.

## Palmarés internacional
| Juegos Olímpicos | Juegos Olímpicos  | Juegos Olímpicos  | Juegos Olímpicos |
| Año              | Lugar             | Medalla           | Categoría        |
| ---------------- | ----------------- | ----------------- | ---------------- |
| 1936             | Berlín (Alemania) | Medalla de bronce | Por equipos      |